# Staffan Nilsson (lantbrukare)
Staffan Nilsson, född 26 juni 1946 i Skövde, är en svensk lantbrukare och ämbetsman samt tidigare ordförande för Europeiska ekonomiska och sociala kommittén (EESK).
Nilsson har studerat nordiska språk och litteraturhistoria vid Göteborgs universitet samt på Socialhögskolan. Till yrket är han lantbrukare och äger sedan 1976 en gård i Bjuråker i Hälsingland. Han var aktiv i Lantbrukarnas riksförbund 1980-2004, från 1993 som styrelseledamot. Sedan Sveriges anslutning till Europeiska unionen 1995 har Nilsson varit aktiv i EESK och var 2010-2013 dess ordförande. 
Staffan Nilsson är tillsammans med Åse Classon ordförande för Riksorganisationen Hela Sverige ska leva sedan 2013.